# Mártir Cuauhtémoc
Mártir Cuauhtémoc är en ort i Mexiko.   Den ligger i kommunen Huaquechula och delstaten Puebla, i den sydöstra delen av landet, 100 km sydost om huvudstaden Mexico City. Mártir Cuauhtémoc ligger 1 652 meter över havet och antalet invånare är 703.
Terrängen runt Mártir Cuauhtémoc är kuperad åt nordost, men åt sydväst är den platt. Terrängen runt Mártir Cuauhtémoc sluttar söderut. Runt Mártir Cuauhtémoc är det ganska tätbefolkat, med 139 invånare per kvadratkilometer. Närmaste större samhälle är Atlixco, 12,3 km norr om Mártir Cuauhtémoc. Omgivningarna runt Mártir Cuauhtémoc är en mosaik av jordbruksmark och naturlig växtlighet.